# Téglás
Téglás är en mindre stad i Ungern med 6 251 invånare (2020).